# 말초관용
말초관용(peripheral tolerance)은 중추관용과 함께 면역관용의 한 종류이다. 말초관용 과정은 T세포와 B세포가 일차 림프 기관에서 나온 후 말초 부위에서 일어난다. 주요 목적은 중추관용을 벗어난 자가 반응성 T, B 세포가 자가 면역 질환을 일으키지 않도록 하는 것이다. 말초관용은 무해한 식품 항원과 알레르겐에 대한 면역 반응도 방지한다.
가슴샘에서 자가 반응성 T 세포는 60-70%만 삭제되며 미접촉 T세포 레퍼토리에는 낮은 결합력의 자가 반응성 T세포가 상당히 포함되어 있다. 이 세포는 자가면역 반응을 유발할 수 있으며, 자가면역이 활성화되는 것을 방지하기 위한 말초 관용의 몇 가지 기전이 있다. 말초 관용의 항원 특이적 기전에는 T세포 정지 상태의 지속, 항원에 대한 무시, 클론 삭제, 조절 T세포(Treg)로의 전환, 무반응 유도에 의한 작동 T세포의 직접적인 비활성화가 있다. 가슴샘 T세포 발달 중에 생성되는 Treg는 말초에서 기존 림프구의 작동 기능을 더욱 억제한다. 수지상세포(DC)는 가슴샘에서 자가반응성 T 세포의 음성 선택(중추관용)에 참여하지만 여러 기전을 통해 말초관용을 매개하기도 한다.
중추관용과 말초관용에 대한 특정 항원의 의존성은 생명체에 얼마나 항원이 풍부한지에 의해 결정된다. B 세포 말초관용은 훨씬 덜 연구되어 있고 주로 T세포 보조에 대한 B 세포 의존성에 의해 매개된다.

## 말초 관용을 매개하는 세포

### 조절 T세포
Treg는 면역억제의 중심 매개체이며 말초관용을 유지하는 데 중요한 역할을 한다. Treg 표현형과 기능의 가장 중요한 조절자는 FOXP3이다. 자연 Tregs(nTregs)는 음성 선택 동안 가슴샘에서 만들어진다. nTreg의 TCR은 자가 펩타이드에 대해 높은 친화성을 나타내며, 유도 Treg(iTreg)는 TGF-β와 IL-2의 존재 하에서 항원 인식 후 기존의 미접촉 보조 T세포에서 만들어진다. iTreg는 장내에 풍부하여 공생 미생물과 무해한 식품 항원에 대한 내성을 확립한다. 어느 쪽이든 상관없이 Treg는 일단 존재하면 자가면역 반응을 억제하기 위해 여러 가지 다른 기전을 사용한다. 여기에는 환경에서 IL-2의 고갈, 항염증성 사이토카인인 IL-10, TGF-β, IL-35 분비, 작동 세포의 세포자멸사 유도가 있다. CTLA-4는 TCR 항원 인식 후 T 세포의 CD28 매개 보조자극을 방지할 수 있는 Treg의 표면 분자이다.

### 관용성 수지상세포
수지상세포(DC)는 적응면역 반응의 개시를 담당하는 주요 세포 집단이다. 수지상세포는 특정 TCR에 의해 인식되는 MHC 클래스 II에 짧은 펩타이드 항원을 제시한다. DAMP나 PAMP를 가진 항원을 만난 후 수지상세포는 전염증성 사이토카인의 분비를 시작하고 보조자극 분자 CD80과 CD86을 발현하고 림프절로 이동하여 미접촉 T세포를 활성화한다. 그러나 미성숙 수지상세포(iDC)는 CD4과 CD8 관용을 모두 유도할 수 있다. iDC의 면역원성 잠재력은 보조자극 분자의 발현이 낮고 MHCII 농도 역시 적당한 수준이기 때문에 약하다. iDC는 말초 조직에서 생리학적으로 발생하는 외래 항원과 세포자멸사된 세포의 세포내이입과 식작용을 수행한다. 항원이 붙은 iDC는 림프절로 이동하여 IL-10, TGF-β를 분비하고 보조자극 없이 미접촉 T세포에 항원을 제시한다. T세포가 항원을 인식하면 무반응 상태로 바뀌거나, 고갈되거나, Treg로 전환된다. iDC는 림프절 상주 DC보다 더 강력하게 Treg을 유도한다. BTLA는 DC 매개 Treg 전환에 중요한 분자이다. 관용성 DC는 FasL과 TRAIL을 발현하여 반응하는 T세포의 세포자멸사를 직접 유도한다. 또한 DC는 T세포 증식을 방지하기 위해 인돌아민 2,3-이산소화효소(IDO)를 생성한다. iTreg 분화를 돕기 위해 레티노산도 분비된다. 그렇지만 감염 등으로 인해 성숙 시 DC는 관용성 능력을 크게 잃는다.

### LNSCs
수지상세포 외에도 항원 특이적 T세포 관용을 유도할 수 있는 또 다른 세포 집단이 확인되었다. 이들은 주로 림프절 기질 세포(LNSC)의 구성원이다. LNSC는 일반적으로 gp38(PDPN)과 CD31 표면 표지자의 발현에 따라 여러 아집단으로 나뉜다. 그 중 섬유아세포 망상 세포와 림프 내피세포(LEC)만이 말초관용에서 역할을 수행하는 것으로 나타났다. 두 집단 모두 MHCI 분자에 내인성 항원을 제시하여 CD8 T 세포의 관용을 유도할 수 있다. LNSC는 자가면역 조절자의 발현이 부족하고 자가항원의 생산은 전사 인자 Deaf1에 의존한다. LEC는 PD-L1을 발현하여 CD8+ T 세포에서 PD-1과 결합하여 자가 반응성을 제한한다. LNSC는 DC에서 얻은 펩타이드-MHCII 복합체를 제시하여 CD4+ T 세포 관용을 유발할 수 있다. 다른 한편으로 LEC는 자가항원 저장소의 역할을 할 수 있고 자가항원을 DC로 수송하여 자가 펩타이드-MHCII 복합체 제시를 CD4+ T 세포에 지시할 수 있다. 창자간막림프절(mLN)에서 LNSC는 TGF-β의 분비에 의해 직접적으로, 또는 mLN 상주 DC를 통해 간접적으로 Treg를 유도할 수 있다.

## T세포 말초관용의 내인성 기전
자가 반응성 T 세포 클론의 대부분은 중추관용 기전에 의해 가슴샘에서 결실되지만, 친화도가 낮은 자가 반응성 T세포는 면역 주변부로 지속적으로 빠져나온다. 따라서 자가 반응성을 가졌거나 억제되지 않은 T세포 반응을 방지하기 위한 추가적인 기전이 존재한다.

### 정지
미접촉 T세포가 가슴샘을 나갈 때 이 세포들은 정지 상태에 있다. 즉 세포 주기의 G0 단계에 있으며 대사, 전사, 번역 활동이 낮다. 정지는 신호가 전달되었을 때 미접촉 T세포 활성화를 방지할 수 있다. 항원 노출과 보조자극이 일어나면 미접촉 T세포가 활성화되어 정지 종료라고 하는 과정을 시작되고 증식과 작동 분화가 일어난다.

### 무지
자가 반응성 T세포는 자가 항원을 인식한 후 면역 반응을 시작하지 못할 수 있다. 무시의 내인성 기전은 항원에 대한 TCR의 친화도가 너무 낮아 T세포 활성화를 이끌어낼 수 없을 때 일어난다. 무시를 일으키는 외인성 기전도 있다. 일반적으로 항원이 적으면 T세포를 충분히 자극할 수 없다. 면역계에 의한 무시를 보장하는 특수한 기전이 면역특권 기관에서 발달되어 있다. 풍부한 항원의 양과  해부학적 위치는 T세포 무시에서 가장 중요한 요소이다. 염증 상황에서 T세포는 무시를 무시하고 자가 면역 질환을 유발할 수 있다.

### 무반응
무반응은 자가 항원을 인식했을 때 유발되는 항원에 기능적으로 반응하지 않는 상태이다. T세포가 보조자극 분자(신호 2)의 결합 없이 항원제시세포(APC)의 MHC 분자(신호 1)하고만 결합하는 경우 T 세포는 제시된 항원에 반응하지 않게 될 수 있다. 보조자극 분자는 급성 염증에서 사이토카인(신호 3)에 의해 상향조절된다. 전염증성 사이토카인이 없으면 보조자극 분자는 항원제시세포의 표면에서 발현되지 않으므로 T세포와 APC 사이에 MHC-TCR 상호작용이 있는 경우 무반응이 발생한다. TCR 자극은 NFAT를 핵으로 전위시킨다. 보조자극이 없으면 T세포에 MAPK 신호 전달이 없고 전사인자 AP-1의 핵으로의 전위가 손상된다. T세포에서 이런 전사인자의 불균형이 생기면 무반응 상태를 형성하는 데 관여하는 여러 유전자의 발현을 일으킨다. 무반응 T세포는 작동 사이토카인 생산을 침묵시키는 오래 지속되는 후성유전학적 프로그래밍을 나타낸다. 무반응은 가역적이며 T세포는 항원이 없을 때 기능적 반응성을 회복할 수 있다.

### 말초 삭제
보조자극-결핍 항원에 대한 T세포 반응 후 소수의 T세포 집단이 무반응을 일으키고 많은 수의 T세포가 세포자멸사에 의해 빠르게 상실된다. 이 세포의 죽음은 내재적 전구세포사멸 패밀리(intrinsic proapoptotic family) 구성원인 BIM에 의해 매개될 수 있다. 세포자멸사를 유도하는 BIM과 항세포자멸사 매개 분자인 BCL-2 사이의 균형은 관용이 일어난 T세포의 최종적인 운명을 결정한다. Fas/FasL 또는 TRAIL/TRAILR 상호작용의 세포독성 활성에 의해 매개되는 결실의 외인성 기전도 있다.

## 면역특권 기관
잠재적으로 자가 반응성인 T세포는 면역특권 부위에서 활성화되지 않는다. 가령 면역특권은 고환에서 발생할 수 있다. 해부학적 장벽은 항원과 림프구를 분리할 수 있으며, 그 예로 중추신경계의 혈액뇌장벽이 있다. 미접촉 T세포는 말초 조직에 많이 존재하지 않지만 주로 순환계와 림프 조직에 머무른다.
일부 항원은 면역 반응을 일으키기에는 농도가 너무 낮다. 역치 이하의 자극은 T세포의 세포사멸을 유도한다.
이러한 면역특권 부위에는 안구앞방(전안방, anterior chamber of the eye), 고환, 태반과 태아, 중추신경계가 있다. 면역특권 영역은 여러 기전에 의해 보호된다. 가령 FasL이 발현되면 세포자멸사, 항염증성 사이토카인(TGF-베타와 인터루킨 10 등), 내피 세포 사이의 밀착연접을 통한 혈액 조직 간 장벽을 유도하는 림프구의 Fas에 결합한다.
태반에서 인돌아민 2,3-이산소화효소는 트립토판을 분해하여 미세환경에서 트립토판을 고갈시키고 결과적으로 림프구 증식을 억제한다.

## 관용의 분할
많은 면역 경로가 상호 의존적이기 때문에 모든 경로에서 관용이 일어날 필요는 없다. 예를 들어 관용이 유도된 T세포는 자가반응 B세포를 활성화하지 않는다. CD4 T 세포의 도움 없이는 B세포가 활성화되지 않는다.